# Коминформбюро
Коминформбюро (Комунистическо информационно бюро) е разпространеното наименование на организацията Информационно бюро на комунистическите и работнически партии. Това е първият официален форум на международното комунистическо движение след разпускането на Коминтерна, утвърдил се в новата международна политическа реалност след края на Втората световна война.
Коминформбюро е организация на комунистическите партии, контролирана от Комунистическата партия на Съветския съюз. Организацията е създадена през септември 1947 година на Конференция на комунистическите партии в курортния град Шкларска Поремба, Полша, свикана по инициатива на съветския лидер Йосиф Сталин в отговор на опитите на някои източноевропейски правителства да се отклонят от поетия политически курс и участието им в Парижката мирна конференция и Плана „Маршал“. Създаването на Коминформбюро е съпътствано и с промяна на съветската политика към Източна Европа – отказ от т.нар. „народна демокрация“ и пристъпване към ускорено налагане на тоталитарни режими в региона.
Първоначално седалището на Коминформбюро е в Белград (тогава столица на Социалистическа федеративна република Югославия) (СФРЮ). След изключването на Югославия от Коминформбюро за титовизъм през юни 1948 седалището и е преместено в Букурещ (Румъния).
Коминформбюро е замислено от Сталин да координира действията между комунистическите партии под съветско ръководство. В резултат на това Коминформбюро се пръвръща в средство за прокарване на съветски интереси и налагане на сталинизъм. Организацията има собствен вестник на име За дълготраен мир, за народна демокрация!, който пропагандира обединението на комунистическите партии под директивите на Съветския съюз.
Коминформбюро е разпуснато през 1956 година след подновяването на приятелски отношения между СССР и СФРЮ в процеса на десталинизация.

## Партии членки
- Българска комунистическа партия
- Чехословашка комунистическа партия
- Френска комунистическа партия
- Унгарска работническа партия
- Италианска комунистическа партия
- Полска обединена работническа партия
- Румънска работническа партия
- Комунистическа партия на Съветския съюз
- Югославска комунистическа партия (изключена през юни 1948)